# Viale Bligny
La viale Bligny est une voie de Milan (Lombardie, Italie). Cette rue est connue pour ses restaurants à la mode. L'université Bocconi s'y trouve aussi, ainsi que l'atelier de Maurizio Cattelan.
L'édifice Viale Bligny 42, désigné comme Buco nero « trou noir » de Milan a été choisi par Maurizio Cattelan pour y établir au premier étage , son atelier .

## Édifices
- Bâtiment Roentgen, Viale Bligny 1, conçu par Shelley McNamara et Yvonne Farrell (2008)
- Palazzo Bontadini, Viale Bligny 44, conçu par Alessandro Rimini et Ernesto Bontadini (1929)
- Palazzo Soncini, complexe de bâtiments conçu par Eugenio Soncini (1965/66)
- Palazzo Mazzucotelli, Viale Bligny 60, style Liberty de Enrico Zanoni et Alessandro Mazzucotelli (1886)
- Palazzo Zanoni, Viale Bligny 27, style Liberty de Enrico Zanoni et Alessandro Mazzucotelli (1888)
- Teatro Principe (Milan), Viale Bligny 52.

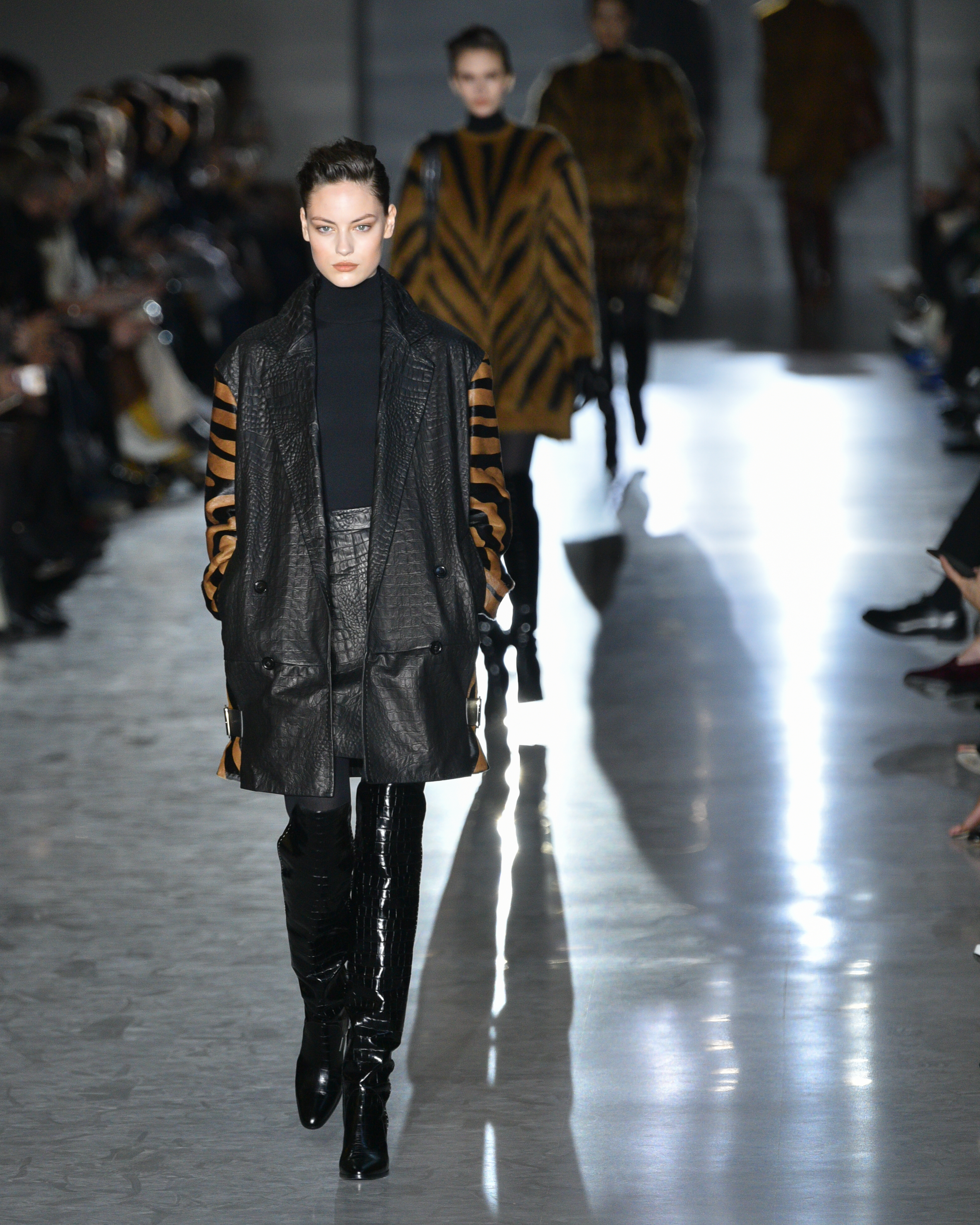
Défilé de mode Max Mara à l'Université Bocconi
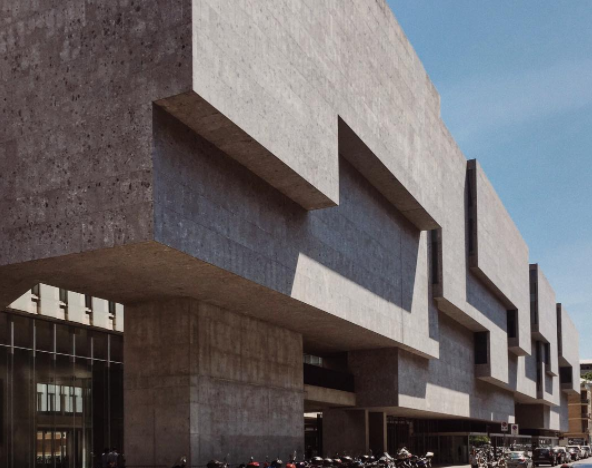
Université Bocconi à Viale Bligny